# 4290 Heisei
4290 Heisei (1989 UK3) là một tiểu hành tinh vành đai chính được phát hiện ngày 30 tháng 10 năm 1989 bởi Tsutomu Seki ở Geisei.